# Birendra Krishna Bhadra
Birendra Krishna Bhadra (Bengalí: বীরেন্দ্রকৃষ্ণ ভদ্র) (Calcuta, 4 de agosto de 1905-3 de noviembre de 1991) fue un radialista, dramaturgo, actor, cantante, director de teatro de Calcuta, y un contemporáneo de Pankaj Mallick y Hasan Nazrul indio. Trabajó para la All India Radio, una emisora de Radio Nacional de la India desde hace muchos años a partir desde 1930, y durante este período ha producido y adaptado varias obras de teatro. 
Hoy en día, es el más recordado por su altísimo talento cuando conducía un programa que duraba dos horas cuando entaba a pruebas de audio, su programa de radio se llamaba 'Mahishashura Mardini' (Aniquilación de Mahisasura) (1931), en la que difundía una colección de canciones para ser escuchadas en toda Calcuta y al resto de la India a partir de las 4 a. m., en los albores de la Mahalaya. También participó como actor y dirigió varias obras de teatro principalmente en bengalí e incluso escribió un guion para una película titulada, Nishiddha Phal (1955). 

## Obras
- Hitopadesa, Publisher: Hanthawaddy publication, 1948.
- Bisvarūpa-darśana. Publisher: Kathakali, 1963.
- Rana-berana, Publisher: Bihar Sahitya Bhavan, 1965.
- Bratakathā samagra, Publisher: Mandala end Sansa, 1985.
- Śrīmadbhagabata: sampurna dvādaśa skandha, with Upendracandra Śāstri. Publisher: Mandala eyāṇḍa Sansa, 1990.

### Plays
- Blackout[1]
- Sat Tulsi 1940[2]